# Medal Pamiątkowy Wojny (Węgry)
Medal Pamiątkowy Węgierski Wojny (węg. Magyar Háborús Emlékérem) – pamiątkowe odznaczenie węgierskie, nadawane od 26 maja 1929 uczestnikom I wojny światowej, w dwóch odmiennych wersjach dla cywilów i wojskowych. 
Medal przeznaczony dla żołnierzy miał dodatkowe miecze na awersie i hełm na rewersie. 
Jego średnica wynosiła 37 mm, a wstążka miała szerokość 40 mm.